# Hemarthria hamiltoniana
Hemarthria hamiltoniana är en gräsart som beskrevs av Ernst Gottlieb von Steudel. Hemarthria hamiltoniana ingår i släktet Hemarthria och familjen gräs. Inga underarter finns listade i Catalogue of Life.